# SSI Vipiteno Broncos
Le SSI Vipiteno Broncos est un club de hockey sur glace de Vipiteno dans le Trentin-Haut-Adige en Italie. Il évolue en Serie A2, le second échelon italien.

## Historique
Le club est créé en 1948.

## Palmarès
- Serie A2 : 2009.